# Idaea agglomerata
Idaea agglomerata är en fjärilsart som beskrevs av Walker 1866. Idaea agglomerata ingår i släktet Idaea och familjen mätare. Inga underarter finns listade i Catalogue of Life.